# Rogozovke
Rogozovke (lat. Typhaceae), biljna porodica iz reda travolike. Sastoji se od dva roda, ježinca (Sparganium) i rogoza (Typha), s ukupno šezdesetak vrsta listopadnih ili poluzimzelenih vodenih trajnica. 
Porodica rogozovki rasprostranjena je po svim kontinentima. U Hrvatskoj raste nekoliko vrsti rogozi, među njima uskolisni rogoz (T. angustifolia) i širokolisni rogoz (T. latifolia), laxmannov rogoz (T. laxmannii), patuljasti rogoz (T. minima) i još neki.

## Opis
Pripadnici porodice se mogu prepoznati kao velike močvarne biljke s naizmjenično raspoređenim listovima i smećkastim kompaktnim klasom jednospolnih cvjetova. Biljke imaju puzave rizome. 
Cvjetovi jednospolni, muški i ženski na istim biljkama, brojni, gusto zbijeni u jednospolne klasove, sitni, oprašuju se vjetrom.

## Vanjske poveznice
- Flora of North America, Typhaceae